# Trichotosia ferox
Trichotosia ferox är en orkidéart som beskrevs av Carl Ludwig von Blume. Trichotosia ferox ingår i släktet Trichotosia och familjen orkidéer. Inga underarter finns listade i Catalogue of Life.